# Arsenuranospathite
L'arsenuranospathite (simbolo IMA: Aush) è un minerale molto raro appartenente alla classe dei "fosfati, arseniati e vanadati" con composizione chimica HAl(UO2)4(AsO4)4 • 40H2O; pertanto, da un punto di vista chimico, è un arseniato acquoso di alluminio-uranile. 

## Etimologia e storia
L'arsenuranospathite è stata descritta per la prima volta nel 1959 da Kurt Walenta su un campione di minerale proveniente da Menzenschwand (Baden-Württemberg, Germania). Walenta si riferiva al minerale come arsenico opatite a causa del suo contenuto di arsenico e della sua somiglianza con l'uranospathite.

## Classificazione
Già nell'ormai obsoleta, ma ancora in uso, 8ª edizione della sistematica minerale secondo Strunz, l'arsenuranospathite apparteneva alla classe dei minerali dei "fosfati, arseniati, vanadati" e quindi alla sottoclasse dei "fosfati di uranile e vanadati di uranile", dove formava il sistema nº VII/E.04 insieme all'uranospathite.
La 9ª edizione della sistematica minerale di Strunz, valida dal 2001 e utilizzata dall'Associazione Mineralogica Internazionale (IMA), classifica l'arsenuranospathite nella classe "8. Fosfati, arsenati, vanadati" e lì nella sottoclasse "8.E Fosfati e arsenati di uranile"; questa sottoclasse è ulteriormente suddivisa in base al rapporto quantitativo del complesso uranile (UO2) e del complesso fosfato o arseniato (RO4), in modo che il minerale possa essere trovato nella suddivisione "8.EB UO2:RO4 = 1:1" in base alla sua composizione, dove insieme all'uranospathite forma il "gruppo dell'uranospathite" con il sistema nº 8.EB.25.
Anche la sistematica dei minerali secondo Dana, che viene utilizzata principalmente nel mondo anglosassone, classifica l'arsenuranospathite nella classe dei "fosfati, arseniati, vanadati" e lì nella sottoclasse dei "fosfati contenenti acqua, ecc., con ossidrile o alogeno". Qui è l'unico membro del gruppo senza nome 40.02a.23 all'interno della suddivisione "fosfati acquosi ecc., con A2+(B2+)2(XO4) • x(H2O), con (UO2)2+".

## Abito cristallino
L'arsenuranospathite cristallizza nel sistema ortorombico nel gruppo spaziale Pnn2 (gruppo nº 34) con i parametri del reticolo a = 29,9262(7) Å, b = 7,1323(1) Å e c = 7,1864(1) Å oltre a due unità di formula per cella unitaria.

## Proprietà
Il minerale è radioattivo a causa del suo contenuto di uranio fino al 39,9%. Tenendo conto delle proporzioni degli elementi radioattivi nella formula molecolare idealizzata e dei successivi decadimenti della serie di decadimento naturale, per il minerale viene data un'attività specifica di circa 71,5 kBq/g (per confronto, il potassio naturale possiede un'attività specifica pari a 0,0312 kBq/g). Il valore indicato può variare in modo significativo a seconda del contenuto di minerali e della composizione degli stadi, ed è anche possibile l'arricchimento selettivo o l'arricchimento dei prodotti di decadimento radioattivo.
In ambienti asciutti, l'arsenuranospathite si trasforma in HAl(UO2)4(AsO4)4 • 20H2O rilasciando parte della sua acqua cristallina. Questo processo è reversibile se il minerale viene esposto a un'atmosfera freddo-umida subito dopo la disidratazione. Dopo un lungo periodo in uno stato disidratato, il processo è irreversibile.
Sotto la luce ultravioletta, l'arsenuranospathite mostra una debole fluorescenza verdastra con intensità variabile.

## Origine e giacitura
L'arsenuranospathite si forma come minerale secondario nella zona di ossidazione dei depositi di uranio. Il minerale è stato trovato sia sulla barite, che in paragenesi con limonite, zeunerite, uranofane, studtite e cristalli misti di uranocircite-heinrichite. Altri minerali di accompagnamento sono l'uranospathite, la metakirchheimerite, l'uranospinite e ianthinite.
In tutto il mondo, l'arsenuranospathite è molto rara. In Germania, il minerale è noto dalla "fossa di Krunkelbach" vicino a Menzenschwand e dalla "fossa di Sophia" vicino a Wittichen. Altri siti sono Schnellingen e St. Ulrich, nonché il deposito di uranio Bühlskopf a Ellweiler. In Svizzera, è conosciuto da Salvan nel Canton Vallese. Gli unici altri siti noti sono Rabejac vicino a Lodève nella regione dell'Occitania, la "miniera di Les Sagnes" vicino a Razès e La Crouzille vicino a Saint-Sylvestre nel dipartimento dell'Alta Vienne (Nuova Aquitania), il deposito di "Bota-Burum" sul Lago Alakol (Kazakistan) e Jáchymov (Repubblica Ceca).